# Ardizas
Ardizas es una comuna francesa situada en el departamento de Gers, en la región de Occitania.

## Demografía
| 147 | 106 | 92 | 120 | 127 | 122 | 221 |
| Para los censos de 1962 a 1999 la población legal corresponde a la población sin duplicidades (Fuente: INSEE [Consultar]) |     |    |     |     |     |     |